# Grades de l'armée romaine
Pour les articles homonymes, voir Grade militaire.
 (janvier 2013).
Si vous disposez d'ouvrages ou d'articles de référence ou si vous connaissez des sites web de qualité traitant du thème abordé ici, merci de compléter l'article en donnant les références utiles à sa vérifiabilité et en les liant à la section « Notes et références ».

## Royauté

### Sous Romulus
Chez Tite-Live, les premières mentions de l'armée romaine ne sont pas très précises : on sait que Romulus, le premier roi de Rome, est à la tête d'une armée dès la fondation de la ville, puisqu'il combat les Sabins et leurs alliés à la suite de l'épisode de l'enlèvement des femmes sabines, mais la hiérarchie de cette armée n'est pas décrite dans le détail. Ce n'est qu'à la fin de la guerre avec les Sabins que l'historien mentionne la création de trois centuries de chevaliers : les Ramnenses (dont le nom viendrait, selon lui, de Romulus), les Titienses (de Titus Tatius) et les Luceres (nom dont Tite-Live ne prétend pas connaître l'origine). Selon Tite-Live, l'armée romaine comprenait au moins 300 chevaliers (equites), qui composaient la garde personnelle du roi, sans compter les soldats auxquels ils s'ajoutaient, dont le nombre n'est pas précisé.
Le récit fait par Plutarque des mêmes événements est plus précis : il écrit que l'armée romaine était divisée en plusieurs légions, dont il ne précise pas le nombre, qui comportaient chacune 3 000 fantassins (pedites) et 300 chevaliers. A l'issue de la guerre avec les Sabins, l'historien affirme que, les Sabins et les Romains étant réunis en un seul peuple, le nombre des fantassins dans chaque légion s'éleva à 6 000 et celui des chevaliers à 600.
Aucun des deux historiens ne mentionne les grades de l'armée romaine pendant le règne de Romulus. Même s'ils les avaient mentionnés, il aurait fallu être prudent : ils auraient pu, par analogie avec l'armée romaine telle qu'il la connaissait à leur époque, avoir commis plusieurs anachronismes. Force nous est de constater qu'ils ne font jamais mention de l'organisation de l'armée, qu'ils présentent le plus souvent comme un tout mené par un chef charismatique, le plus souvent, le roi ou un général illustre.

## République
Après la réforme marianique, la hiérarchie en vigueur dans l'armée romaine est telle que suit.

### Officiers

#### Officiers généraux
Durant l'époque républicaine, le commandement de l’armée romaine est confié généralement à un consul, le plus haut magistrat de la ville de Rome. Des duces (généraux ; dux au singulier) pouvaient commander plusieurs légions dans une région donnée. Les généraux victorieux d'une campagne étaient proclamés imperator.
Le legatus (légat), lieutenant du commandant d'une armée, peut être délégué au commandement d’une légion (légat de légion), de la cavalerie ou des réserves.
Lorsqu'il n'y avait pas le légat à la tête d'une légion, elle était commandée par le tribunus laticlavius (chef d'état-major d'une légion) ; on l'appelait alors tribunus prolegato.
L'état-major d'une légion était constitué d'un tribunus laticlavius, d'un praefectus castrorum (officier supérieur responsable des constructions, de l'artillerie et des structures de sièges). Venaient ensuite cinq tribuni angusticlavii (au singulier tribunus angusticlavius), à la tête de deux cohortes de la légion. Le praefectus alae commandait la cavalerie et les troupes auxiliaires d'une légion. Il n'était peut-être pas tout le temps dans l'état-major ; en revanche, l'avis du primus pilus ou « Primipile » (premier centurion) était très écouté, c'était souvent le soldat le plus expérimenté d'un conseil de guerre.

#### Officiers supérieurs
Les officiers supérieurs, élevés au rang de chevaliers, étaient le plus souvent des tribuns, en général au nombre de six par légion,
la moitié était « tribuni rufuli » (nommés), l'autre moitié était « tribuni a populo » (élus par le peuple) et payés par l'assemblée populaire, 
- « Tribunus laticlavius », il commandait l'état major, appelé aussi « tribunus prolegato » lorsqu'il n'y avait pas de légat et qu'il commandait la légion. Identifié par une large bande, sur l'uniforme
- « Tribunus angusticlavius », officier supérieur de la légion. Identifié par une bande, sur l'uniforme, moins large que celle du tribunus laticlavius
- « Tribunus comitiatus » officier élu comme « tribunus militum » par le « comitia » (comité d'élection militaire).
- « Tribunus militum », issu de la légion, commandait une ou plusieurs cohortes.
- « Tribunus Cohortis », il commandait une cohorte de troupes auxiliaires (Auxiliatis) dite militum, soit environ 1000 hommes.
- « Tribuni aerarii », ils s'occupaient de la solde.
- « Tribunus Cohortis Urbanae », commandant une des cohortes urbaines.
- « Tribunus vacans », il était un officier supérieur sans fonction fixe.

Il y avait aussi des « Præfectii » (préfets), qui commandaient une unité dont la tâche était fixe.
- « Præfectus castrorum », responsable des constructions, du génie, de l'artillerie et des outils d'une légion
- « Præfectus alae », il commandait une armée de cavalerie « numeri », composée de tribus locales ou tous les auxiliaires d'une légion
- « Præfecti sociorum », ils étaient, souvent par trois, à la tête d'une armée auxiliaire d'effectif égal à une légion
- « Præfectus fabrum », il commandait les armuriers, les charpentiers et des mécaniciens responsables des machines de guerre d'une légion
- « Præfectus castris », il était responsable du camp, parfois de tout le génie (castrorum)
- « Præfectus equitum », il commandait la cavalerie de la légion (cavalerie légionnaire), plus de 120 cavaliers après la réforme d'Auguste
- « Præfectus statorum », il commandait la police militaire
- « Præfectus classi », il commandait toute une flotte de navires
- « Præfectus Cohortis » commandait une cohorte de troupes auxiliaires (Auxiliatis) dite quingénaire, soit environ 500 hommes

#### Officiers subalternes
- Centuriones (centurions) officiers subalternes commandant une centurie. Ils sont hiérarchisés par leur place dans chaque cohorte :
  - Primus pilus (primipile), premier centurion de la première cohorte. C'était le plus gradé de tous, il siégeait aux réunions de l'état-major.

Dans chaque cohorte les centurions sont subordonnés :
- - Pilus prior commandant la 1re centurie et le 1er manipule, mais aussi toute la cohorte
  - Princeps prior commandant la 2e centurie et le 2e manipule
  - Hastatus prior commandant la 3e centurie et le 3e manipule
  - Pilus posterior commandant la 4e centurie dans le 1er manipule
  - Princeps posterior commandant la 5e centurie dans le 2e manipule
  - Hastatus posterior commandant la 6e centurie dans le 3e manipule

Chaque cohorte était hiérarchisée par numéro, la première étant la plus prestigieuse.
- « Primus » pour la 1re cohorte,
- « Secundus » pour la 2e,
- « Tertius » pour la 3e,
- « Quartus » pour la 4e,
- « Quintus » pour la 5e,
- « Sextus » pour la 6e,
- « Septimus » pour la 7e,
- « Octavus » pour la 8e,
- « Nonus » pour la 9e et aussi
- « Decimus » pour la 10e et dernière cohorte.

Les centurions « Pilu prior » commandant toute une cohorte, étaient les 10 plus hauts en grade d'une légion. Venaient ensuite les « Princeps prior », seconds centurions les plus importants, les Hastatu prior étaient les troisièmes plus gradés. Les centurions qui commandaient une simple centurie fermaient la marche de cette hiérarchie, les « Pilu posterior », puis les « Princeps posterior » et enfin les « Hastatu posterior ».
« Decimus Hastatu posterior » étaient donc le poste de centurion le moins élevé de la légion.

### Sous-officiers
- Les « principales » étaient les équivalents des sous-officiers au sein d'une centurie :
  - Optio centuriæ équivalent d'un major, second d'un centurion
  - Signiferi porteur du « signum », enseigne d'une cohorte ou d'une centurie
  - Tesserarius équivalent d'adjudant d'unité, porteur de la « tessera » (plaque contenant les mots de passe)
  - Campidoctores instructeurs
  - Pecuarii préposés aux subsistances
  - Cornicen trompettiste qui sonne les ordres pour une centurie

Il y avait aussi des officiers, sous-officiers ou soldats (avec un statut proche des sous-officiers) spécialisés :
- « Centurio exercitatores » officier qui s'occupe de l'entraînement de la cavalerie
- « Centurio lanceariorum » officier qui commande les « antesignani » ou « lancearii » d'une légion
- « Centurio equitum » officier commandant une « turmæ » d'« equites legionis » (tourmes de cavalerie légionnaire)
- « Optio equitum » chevalier de rang équestre, parfois à la tête d'une petite tourme
- « Optio ad spem ordinis » sous-officier en attente d'une promotion de centurion
- « Optio valetudinarii » sous-officier de l'infirmerie
- « Optio carceris » sous-officier chargé des prisonniers
- « Optio statorum » sous-officier de police militaire
- « Optio fabricæ » sous-officier dans le génie
- « Optio Campidoctores » sous-officier responsable des recrues
- « Campidoctores » instructeurs
- « Hatiliarius » maître d'arme
- « Beneficiarii » sous-officiers au service d'un officier supérieur ou dans sa garde personnelle
- « Speculatores » espions et messagers commandés par un « equitum » (de rang équestre)
- « Exploratores » éclaireurs commandés par un « equitum » (de rang équestre)
- « Mensores » Architectes sous les ordres du « Præfectus castrorum » (préfet responsable des constructions et des outils)
- « Medici alarum » médecins de cavalerie
- « Cornicularius » sous-officier à un poste administratif
- « Aquilifer » porteur de l'aigle d'une légion
- « Imaginifer » porteur de l'image de l'empereur, petite statue représentant la tête de l'empereur (seulement sous l'empire)
- « Vexillarius » porte-drapeaux (le « vexilum »), souvent utilisé en cavalerie
- « Antesignani » soldats d'élite placé devant l'étendard au combat
- « Architecti » ingénieurs en construction ou armement
- « Armicustos » spécialiste en armes et équipements
- « Ballistarius » artilleur sur baliste
- « Scorpionarius » artilleur sur scorpio
- « Venator » chasseur
- « Librarius » scribe qui copiait des documents
- « Adsripticius » (sous la république) sous-officier qui remplaçait des hommes tombés dans les rangs, probablement disparu à la réforme de Marius
- « Decanus » chef d'un « contubernium » (groupe de 8 à 10 hommes qui partagent la même tente)

- « Optio Cornicen » était le sous-officier responsable des musiciens
- « Tubicen » ou « Aeneator » (Musiciens)
- « Buccinator » avec une corne, communiquait les ordres pour les centuries
- « Optio navaliorum » était un sous-officier de marine

Les médecins (« medici ») étaient aussi hiérarchisés dans la légion,
- « Medicus legionaris »
- « Medicus cohortis »
- « Medici ordinarii »
- « Capsarior » infirmier
- « Vulnerarii » étaient spécialisés en chirurgie.

### Officiers spécialisés

#### Ailes de cavalerie
- « Præfectus alæ » commandait toute la cavalerie et les auxiliaires d'une légion (les ailes sur le champ de bataille), parfois une armée de cavaliers autochtones.
- « Præfecti equitæ » (préfet) commandant toute la cavalerie légionnaire, les « turmæ » (tourme, unité de 30 à 32 cavaliers). Grade qui a probablement disparu après la réforme d'Auguste.
- « Centuriones equitæ » commandant une tourme de « legio equitæ » (cavalerie légionnaire), apparu après la réforme d'Auguste.
- « Decuriones rufulus » (décurions choisis) commandant d'une tourme d'équites légionnaires, ou équites singulares (gardes du corps).
- « Optione equitum » à la tête d'éclaireurs, d'espions, de messagers, ou d'auxiliaires (parfois seulement deux décuries dans la tourme).
- « Decuriones » (trois par tourme) commandant un groupe de 10 cavaliers (une décurie), à tour de rôle commandait la tourme.
- « Equites » étaient cavaliers, avec un statut de sous-officier.

Les chevaux les plus courants venaient de Sicile, du Péloponnèse, d’Afrique, de Thessalie, de Thrace, d’Iran, d’Espagne ou du Danube.
Une légion avait au moins 10 tourmes de cavalerie avant la réforme d'Auguste, soit 300 cavaliers, il n'en resta que 120 après sa réforme. Le terme « alæ » (aile) est ensuite réservé aux unités auxiliaires de cavalerie divisées en 16 à 24 tourmes soit entre 500 et 750 hommes ; il est parfois cité des unités composées de 1000 cavaliers, mais ce chiffre a dû rarement être atteint et probablement dans des circonstances bien particulières.

#### Marine
une flotte pouvait être commandée par un consul
- Le navarque commandant plusieurs navires.
- Le triérarque avait un grade probablement inférieur à celui du centurion de légion[réf. souhaitée].(commandant de trirème)

#### Génie
Le praefectus fabrum (préfet des ouvriers) dirigeait l'artillerie et le génie militaire.

#### Grade honorifique
- Evocati

### Hommes de troupe
- Militia caligata hommes de troupe, individuellement appelés miles.
  - Immune légionnaire exempt de toute corvée
  - Munifice légionnaire soumis à la corvée

## Empire

### Haut-Empire
Sous le Haut-Empire, la hiérarchie de l'armée institutionnalisée sous la République, très fonctionnelle, est conservée. Ce ne sont pas les grades qui changent, mais l'identité des soldats : l'armée de conscription devient en effet une armée professionnelle.

### Bas-Empire
Pendant le Bas-Empire, l'armée est divisée par Constantin (306-337) en deux groupes principaux : les limitanei (gardes-frontières) et les comitatenses (troupes d'élite mobiles chargées des campagnes militaires). Les grades des chefs romains tardifs sont : le dux, le comes (comte), le magister peditum (qui commande l'infanterie), le magister equitum (chargé de diriger la cavalerie), le magister militum (maître des soldats) qui est en fait le généralissime.
Avec la déliquescence de l'empire d'Occident, le magister militum est l'homme fort de l'empire, le véritable chef de toutes les forces romaines. Le plus célèbre d'entre eux est Flavius Aetius, à qui l'on doit la victoire sur les Huns d'Attila aux champs Catalauniques (juin 451). Les soldats du rang sont gradés en fonction de leur ancienneté, les plus favorisés étant dispensés des corvées et autres travaux pénibles. Selon leur rang, ils reçoivent des rations plus importantes. À côté de cela, les foederati, populations barbares romanisées qui en échange de terres et d'argent, sont installées dans l'Empire. Ils gardent leurs armes et leur appareil militaire d'origine et ne sont pas toujours très fiables. De nombreuses guerres opposent les derniers « vrais romains » à ces supplétifs souvent avides de nouveaux territoires et très enclins à ne pas respecter les traités.

### Sources et bibliographie
- Georges Hacquard, J. Dautry et O. Maisani, Guide romain antique, Hachette éducation, coll. « Roma », 1952.